# 莫德爾 (科羅拉多州)
莫德尔（英語：Model）是位於美國科羅拉多州拉斯阿尼馬斯縣的一個非建制地區。該地的面積和人口皆未知。

## 地理
莫德尔的座標為37°22′22″N 105°14′43″W / 37.37278°N 105.24528°W，而該地的平均海拔高度為1712米（即5617英尺）。